# Jean Muret
Pour les articles homonymes, voir Jean Muret (homonymie) et Muret.
À ne pas confondre avec son grand-père Jean-Louis Muret, dont il a hérité du nom de baptême
 (septembre 2022).
Jean Muret, né Jean-Louis Muret à Lucerne le 21 mars 1799 et mort à Lausanne le 8 février 1877, est un juriste, un botaniste et une personnalité politique vaudoise.

## Biographie
Fils du juriste Jules Muret (1759-1847), originaire de Morges, et de Suzanne Baron, de La Tour-de-Peilz, Jean Muret a un frère, Charles-Louis, né en 1787, et une sœur, Jeanne-Marie, née en 1791. Son père siégeant au sénat de la République helvétique à Lucerne, il naît dans cette ville. La famille déménage à Lausanne, à la rue Saint-Laurent, lorsque Jean Muret a 3 ans. Il vivra toute sa vie dans cette rue, à quatre adresses différentes.
Après des études primaires et secondaires, il suit les cours de droit de l'Académie. Il entre à la Société de Belles-Lettres en 1813 et la préside l'année suivante. Juriste, il complète ses études en Allemagne et à Paris. Devenu docteur de droit, il pratique au barreau pendant quelques années avant de devenir juge au tribunal de district, puis au tribunal d'appel (1830-1845).
Il est également député au Grand Conseil vaudois entre 1825 à 1830. Réélu en 1845, il préside le Grand Conseil en 1860 et en 1862. Il est en outre vice-président de la Constituante de 1861 et capitaine d'artillerie.
Muret abandonne tous ses mandats en 1862 pour se consacrer à la botanique, qu'il pratique en amateur depuis sa jeunesse. Membre de la Société suisse d'histoire naturelle, membre de la section des Diablerets du Club alpin, il constitue un herbier considéré comme « le plus complet et le plus authentique qui soit ». L'État de Vaud acquiert sa collection en 1874 pour en faire la base de l'herbier cantonal.
Il meurt le 8 février 1877 et est enseveli au cimetière de Montoie.

## Hommages
- Lausanne possède un passage Jean-Muret entre la rue Neuve et la rue Chaucrau (décision municipale de 1893 sur proposition du syndic Samuel Cuénoud) ;
- Son nom est gravé depuis 1877 sur un rocher à l’entrée du Vallon de Nant, à côté de ceux de Juste Olivier et d'Eugène Rambert[1].

## Sources
- Louis Polla, Rues de Lausanne, Lausanne, éditions 24 heures, 1981, 191 p. (ISBN 978-2-8265-0050-6, LCCN 81206298), p. 98-99
- « Jean Muret », sur la base de données des personnalités vaudoises sur la plateforme « Patrinum » de la Bibliothèque cantonale et universitaire de Lausanne.
- Paul-Emile Pilet, « Jean Muret » dans le Dictionnaire historique de la Suisse en ligne.
- Jean-Louis Moret, « Une journée d'herborisation en Basse Gruyère avec Jean Muret », in Bull. de la Soc. vaudoise des sciences naturelles, 84, 1996, 139-155
- P.-E. Pilet, Naturalistes et biologistes à Lausanne, 1991, 64-65
- L'Étamine 9, (2005), p. 10
- Carte des observations de Jean Muret - Flore du Jura